# Bataïsk
Bataïsk (en russe : Батайск) est une ville de l'oblast de Rostov, en Russie. Sa population s'élevait à 115 696 habitants en 2013.

## Géographie
Bataïsk se trouve sur la rivière Batyssou, à 8 km au sud de Rostov-sur-le-Don. Plusieurs ponts routiers et ferroviaires franchissent le Don et relient Bataïsk à Rostov, située de l'autre côté du fleuve.
|  |

## Histoire
La ville a été fondée en 1769 en tant que point d'appui important pour la protection de la région Azov-embouchure du Don contre les attaques du Khanat de Crimée et des Cosaques de la mer Noire. Elle accéda au statut de ville le 26 octobre 1938. Pendant la Seconde Guerre mondiale, Bataïsk fut occupée par l'Allemagne nazie du 27 juillet 1942 au 7 février 1943. Au mois de juillet 1942, elle fut le théâtre de violents combats entre l'Armée rouge et l'armée allemande, qui avait établi une tête de pont sur le Don à Rostov. Bataïsk fut libérée par le front du sud de l'Armée rouge.

## Population
Recensements (*) ou estimations de la population
| 1904   | 1926*  | 1939*  | 1959*  | 1970*  | 1979*  |
| ------ | ------ | ------ | ------ | ------ | ------ |
| 17 616 | 22 852 | 48 043 | 65 158 | 85 306 | 90 123 |

| 1989*  | 2002*   | 2010*   | 2012    | 2013    | - |
| ------ | ------- | ------- | ------- | ------- | - |
| 91 930 | 107 438 | 111 843 | 114 337 | 115 696 | - |

## Culte
- Église de l'Assomption (1999)
- Église de la Trinité (2013)

## Tourisme
- Monument de Saint Pierre et Sainte Fevronia de Mourom
- Musée d'histoire de Bataïsk

## Personnalités
- Natalie Gal (1985–), mannequin américain
- Tatiana Lyssenko : lanceuse de marteau, née à Bataïsk en 1983.